# Elly Schlein

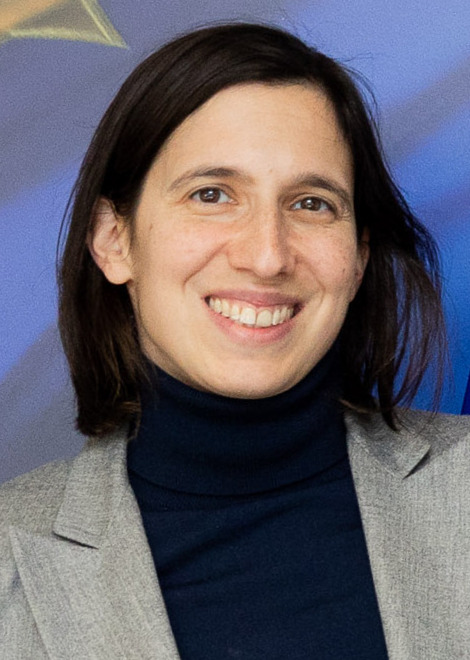
Elly Schlein, 2023

Elena Ethel „Elly“ Schlein (* 4. Mai 1985 in Lugano, Schweiz) ist eine italienische Politikerin. Sie ist seit März 2023 Parteivorsitzende (segretaria) des sozialdemokratischen Partito Democratico (PD). Seit Oktober 2022 ist sie Mitglied der italienischen Abgeordnetenkammer. Zuvor war sie von 2014 bis 2019 Mitglied des Europäischen Parlaments und von 2020 bis 2022 Vizepräsidentin der Region Emilia-Romagna.

## Leben
Schlein wurde im Tessin, im italienischsprachigen Teil der Schweiz, als Tochter eines Universitätsprofessorenpaars geboren. Ihre italienische Mutter Maria Paola Viviani Schlein lehrte Öffentliches Recht an der Universität Insubrien, ihr Vater Melvin Schlein stammt aus den Vereinigten Staaten und ist emeritierter Professor für Internationale Beziehungen an der Franklin University Switzerland in Lugano. Der antifaschistische Widerstandskämpfer und sozialistische Senator Agostino Viviani (1911–2009) war ihr Großvater. Ihre Großeltern väterlicherseits waren als Juden aus Litauen und Galizien in die USA ausgewandert. Ihr älterer Bruder ist der Mathematiker Benjamin Schlein (* 1975) und ihre Schwester Susanna Schlein (* 1978) eine italienische Diplomatin.
Elly Schlein besitzt neben der italienischen auch die Staatsbürgerschaften der Vereinigten Staaten und der Schweiz. Sie wuchs im Tessin auf, ging in Agno zur Schule und machte ihre Maturität am Kantonsgymnasium in Lugano. Anschließend zog sie zum Studium nach Bologna und besuchte zunächst die Fakultät für Kunst, Musik und Schauspiel DAMS – Akronym für Discipline delle arti, della musica e dello spettacolo – an der Universität Bologna, bevor sie sich entschied, Rechtswissenschaften zu studieren. Ihr Jurastudium schloss sie 2011 mit einer Arbeit im Verfassungsrecht ab.

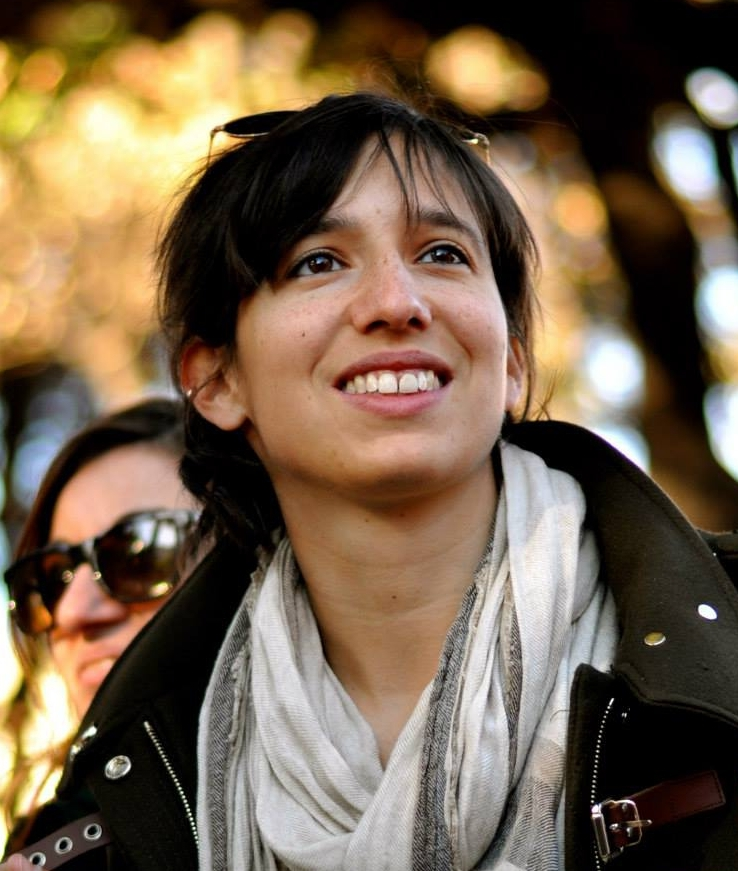
Elly Schlein bei einer Demonstration gegen die Arbeitsrechtsreform „Jobs Act“, 2014

Schlein bezeichnet sich als bisexuell und gab 2020 an, in einer Beziehung mit einer Frau zu leben.

## Politik
Zur US-Präsidentschaftswahl 2008 engagierte sie sich als Wahlkampfhelferin für Barack Obama. 2011 gehörte sie zu den Gründern der Studentenvereinigung Progrè in Bologna. Ab 2013 engagierte sie sich bei dem Partito Democratico. Dabei rief sie im Rahmen der Kampagne #OccupyPD dazu auf, möglichst viele Positionen in der Partei mit jungen, linksgerichteten Mitgliedern zu besetzen, die die „Große Koalition“ der Regierung Letta ablehnten. Bei der offenen Vorwahl des PD-Vorsitzenden unterstützte sie die Kandidatur Giuseppe Civatis, der jedoch Matteo Renzi unterlag.
Bei der Europawahl 2014 wurde Schlein auf der Liste des PD im Wahlkreis Nordostitalien in das Europäische Parlament gewählt. Dort gehörte sie der Fraktion der Progressiven Allianz der Sozialdemokraten (S&D) an, war stellvertretende Vorsitzende der Delegation für den Parlamentarischen Stabilitäts- und Assoziationsausschuss EU-Albanien und Mitglied im Ausschuss für Entwicklung. Als Kritikerin des Parteivorsitzenden und Ministerpräsidenten Renzi trat sie im Juli 2015 aus dem PD aus und schloss sich der neuen, von Civati initiierten Partei Possibile an, die sich links der PD positioniert. Im Europaparlament blieb sie jedoch Mitglied der S&D-Fraktion und behielt auch ihre Ausschussposten. Bei der Europawahl 2019 trat sie nicht zur Wiederwahl an, im Juni 2019 trat sie aus der Partei Possibile aus.
Am 26. Januar 2020 wurde sie in den Regionalrat Emilia Romagna gewählt, wobei sie insgesamt 22.098 Vorzugsstimmen erhielt (Bologna 15.975, Reggio Emilia 3.896 und Ferrara 2.227). Kandidiert hatte sie auf der Liste Emilia-Romagna Coraggiosa Ecologista e Progressista („mutige, ökologistische und fortschrittliche Emilia-Romagna“), die von den Parteigruppierungen Articolo Uno, Sinistra Italiana, èViva und realtà politico-associative locali gebildet wurde. Sie war damit vor Kandidaten der größeren Parteien die Kandidatin mit den meisten Vorzugsstimmen der gesamten Region. Der Regionalpräsident Stefano Bonaccini (PD) ernannte Schlein daraufhin zu seiner Stellvertreterin und berief sie als Beigeordnete für den Kampf gegen Ungleichheiten und für einen ökologischen Wandel in seine Regionalregierung. Dort war sie bis zu ihrem Einzug ins nationale Parlament im Oktober 2022 für den Klimapakt, Wohlfahrt, Wohnungspolitik, Jugendpolitik, internationale Entwicklungszusammenarbeit, internationale Beziehungen sowie Beziehungen zur EU zuständig.
Auf der Liste des PD und verbündeter Parteien zog Schlein bei der vorgezogenen Parlamentswahl im September 2022 als Vertreterin der Emilia-Romagna in die Camera dei deputati ein. Nach der Wahlniederlage des Mitte-links-Lagers und der Rücktrittsankündigung des Parteivorsitzenden Enrico Letta trat Schlein wieder in den PD ein.
Im Dezember 2022 bewarb sie sich für den Vorsitz des Partito Democratico. Bei der PD-Basiswahl kam sie in der ersten Runde nur für Mitglieder mit 52.637 Stimmen (34,9 %) auf Platz zwei hinter dem Favoriten Stefano Bonaccini. In der zweiten Runde im Februar 2023, die auch Parteilosen offenstand, gewann Schlein überraschend mit 587.010 Stimmen (53,8 %) vor Bonaccini (46,2 %). Nach der Anerkennung Palästinas von Spanien und Norwegen im Mai 2024 forderte Schlein, dass Italien dem Beispiel folgen sollte.

## Veröffentlichungen
- La nostra parte: per la giustizia sociale e ambientale, insieme. Mondadori, Mailand 2022, ISBN 978-88-04-73075-0.